# Eotikhinella
Eotikhinella es un género de foraminífero bentónico considerado un sinónimo posterior de Paracaligella de la familia Caligellidae, de la superfamilia Moravamminoidea, del suborden Fusulinina y del orden Fusulinida. Su especie tipo era Eotikhinella orbiculata. Su rango cronoestratigráfico abarcaba desde el Silúrico superior hasta el Devónico inferior.

## Discusión
Clasificaciones más recientes incluirían Eotikhinella en la superfamilia Caligelloidea, del suborden Earlandiina, del orden Earlandiida, de la subclase Afusulinana y de la clase Fusulinata.

## Clasificación
Eotikhinella incluía a las siguientes especies:
- Eotikhinella angulata †
- Eotikhinella curta †
- Eotikhinella orbiculata †